# Saşa Yunisoğlu
Saşa Yunisoğlu (Mykolaïv, 18 dicembre 1985) è un ex calciatore azero, di ruolo difensore.

## Carriera

### Club
Fino al 2013 ha sempre giocato nella massima serie del proprio paese con varie squadre, tranne un'esperienza nel campionato polacco dal 2007 al 2009. Nel 2013 si trasferisce al Denizlispor, nella seconda serie turca.

### Nazionale
Debutta nel 2007 con la Nazionale azera.